# OpenSkies
OpenSkies – nieistniejąca francuska linia lotnicza należąca do British Airways, z siedzibą w Wissous. Głównym węzłem był port lotniczy Paryż-Orly.
Zaprzestała prowadzenie swojej działalności w marcu 2020, w tym czasie w skład floty wchodziły 3 samoloty Airbus A330-200.